# خانه سیلابی
خانه سیلابی (شاهزاده خانم) مربوط به دوره قاجار است و در تبریز، خیابان دارایی، کوچه مجتهد، پلاک ۲۲ واقع شده و این اثر در تاریخ ۲۴ تیر ۱۳۸۲ با شمارهٔ ثبت ۹۱۷۹ به‌عنوان یکی از آثار ملی ایران به ثبت رسیده است.